# Spanyol bordás gőte
A spanyol bordás gőte (Pleurodeles waltl) a kétéltűek (Amphibia) osztályának a farkos kétéltűek (Caudata) rendjéhez, ezen belül a szalamandrafélék (Salamandridae) családjához tartozó bordás gőte nem egyik faja. Magyarul gyakran egyszerűen csak bordás gőtének nevezik.

## Elterjedése
Marokkóban, Portugáliában, Spanyolországban és Gibraltáron honos.

## Megjelenése, felépítése
Világosszürkétől sötétszürkéig változó színű bőrét barna vagy fekete pöttyök színesítik; hasa világosbarna vagy sárgásbarna, farkának hasi oldala rendszerint egyszínű barna–sárgásbarna. Bőre erősen szemcsés, sok miriggyel. A mirigyes-szemölcsös bőr legjellemzőbb bélyege nagyobb szarubütykök a hát és az oldalak határán végighúzódó sora, amit a bordák hosszú, hegyes végei átdöfhetnek. Ezek a rendkívül sajátos, nem a has alá bekanyarodó, hanem kétoldalt felhajló bordák a bordás gőték védekező mechanizmusának részei.
Közepes méretű gőtefaj. Természetes környezetben mintegy 30 cm-esre nő meg; a fogságban tartott egyedek jellemzően 15–20 cm-esek. Teste hengeres — a hímeké ellaposodó, a nőstényeké általában teltebb.
A hímek kisebbek és rendszerint vékonyabbak is; testük rövidebb, farkrészük hosszabb, kloákájuk nagyobb. Lábuk testüktől távolodva kiszélesedik. Háttaraja se a hímnek, se a nősténynek nincs.
Feje lapos, valamivel hosszabb, mint amilyen széles. Szemei a fej két oldalán találhatók. Orra hegye tompított, sőt szinte a varangyoké módjára legömbölyített. Ínyfogsorai messze, jóval a belső orrnyíláson túl előrenyúlnak.
Lekerekített végű farka oldalról lapított, alul-felül határozott vitorla díszíti. Hátoldalán a gerinccel párhuzamosan világosabb pontokból vagy vonalkákból álló minta fut végig.
Első lábain négy ujj nő, a hátsókon öt.
A kifejlett lárva fehér vagy világossárga alapszínét számos, többnyire összefolyó, sötét hamuszürke folt tarkázza, fehér hasoldalát apró, szürke, szétszórtan álló foltok pettyezik. Három kopoltyúbojtja közül a középső kisebb a szélsőknél. Oldalról erősen összenyomott farka nagyjából olyan hosszú, mint a törzse, vitorlája felül nagyon magas. A lárva bőre majdnem sima. A lárva körülbelül 6 cm-esen alakul át felnőtt állattá.

## Életmódja
Elterjedési területének éghajlata rendkívül száraz, aszályos. Ezért a spanyol bordás gőte ha teheti, kizárólag vízben: kisebb tavacskákban, lagúnákon, öntöző rendszerekben, árkokban él. A sziklák alá, hasadékokba, vagy bármilyen egyéb, nyirkos helyre csak akkor mászik be, ha az aszályos időszakban megszokott élőhelye kiszárad — ilyenkor tőle telhetőleg elbújik.
Természetes táplálékai  lárvák, rovarok és rákok; Megfelelő környezetben akár húszéves koráig is elélhet; fogságban tubifexszel, szúnyoglárvával, fagyasztott hallal, lisztkukaccal, gyászbogárlárvával etethető.
Párzási időszaka kora tavasszal, nyár derekán kezdődik — ilyenkor a nőstény több nap alatt 100–1000 petét rak le egyesével a vízinövények leveleire. A peték csak melegben fejlődnek ki.

## Tartása
Fogságban könnyen tartható, ezért kezdő akvaterraristák számára ideális. Állatkereskedésekben Magyarországon is szinte mindig kapható. Mivel hazánkban nem őshonos, ezért nem is védett.